# Marco Pantani
Marco Pantani (født 13. januar 1970 i Cesena, død 14. februar 2004 i Rimini) var en italiensk cykelrytter. Han var kendt under kælenavnene Piraten, den lille elefant og den lille store.
Pantani var opvokset i Cesenatico og var en ægte bjergrytter med sin vægt på 56 kg. I sin debutsæson 1994 blev han 2'er i Giro d'Italia og 3'er i Tour de France. Senere vandt han flere spektakulære sejre i bjergene i såvel Tour de France som Giro d'Italia. Blandt andet sænkede han den gule trøje (Jan Ullrich) med 9 minutter i 1998, på etapen over Galibier til Deux Alpes. Pantani har den dag i dag rekorden for at køre hurtigst op ad det legendariske bjerg L'Alpe d'Huez (36'50").
Pantanis største bedrift var at vinde både Giro d'Italia og Tour de France i 1998. En bedrift der kun siden er blevet gentaget af Pogacar i 2024, og bragte Pantani ind i en eksklusiv gruppe af "dobbeltvindere": Coppi, Merckx, Anquetil, Hinault, Roche og Indurain
I 1999 blev han taget under Giro d'Italia med en for høj hæmatokritværdi, mens han førte løbet. Han blev ikke dømt for doping, men kom sig aldrig rigtigt mentalt herefter og led i sine sidste år af en depression. 
Pantani blev fundet død på et hotel i Rimini. Dødsårsagen blev angivet som selvmord pga. en overdosis af kokain, men ti år senere blev sagen genoptaget af italiensk politi på mistanke om mord. 